# Alundra 2: A New Legend Begins
Alundra 2: A New Legend Begins (アランドラ2 魔進化の謎?, Arandora 2 Mashinka no Nazo) è un videogioco di ruolo del 1999 sviluppato da Matrix Software e pubblicato da Sony Computer Entertainment per PlayStation. Prodotto da Contrail e distribuito in Occidente da Activision, il gioco non è un diretto seguito di Alundra.